# Pierrot el boig
Pierrot el boig (títol original en francès: Pierrot le Fou) és una pel·lícula franco-italiana dirigida per Jean-Luc Godard, estrenada el 1965. Ha estat doblada al català.

## Argument
Ferdinand Griffon és un home que viu amb la seva dona i els seus fills. Està una mica desenganyat, ja que acaba de perdre la seva feina a la televisió. Un vespre, mentre torna d'una desoladora vesprada amb els seus sogres, s'adona que la cangur que ha vingut és una antiga amiga, Marianne. Decideix deixar-ho tot i marxar amb ella cap al Sud de França, en un gran periple on es barrejaran tràfic d'armes, complots polítics, trobades incongruents, però també pauses bucòliques i esquinços amorosos.

## Repartiment
- Jean-Paul Belmondo: Ferdinand Griffon, anomenat « Pierrot »
- Anna Karina: Marianne Renoir
- Graziella Galvani: Maria, la dona de Ferdinand
- Dirk Sanders: Fred
- Jimmy Karoubi: el cap des gàngsters
- Roger Dutoit i Hans Meyer: els gàngsters
- Samuel Fuller: ell mateix
- Príncesa Aïcha Abadie: ella mateixa
- Alexis Poliakoff: el mariner
- Raymond Devos: l'home del port
- Lazlo Szabo: Lazlo Kovacs
- Jean-Pierre Léaud: un espectador
- Georges Staquet: Franck
- Henri Attal: el bomber #1
- Dominique Zardi: el bomber #2
- Viviane Blassel

## Gènesi de la pel·lícula

### Tries dels actors
Els papers principals A l'estrena havien de ser per Michel Piccoli i Sylvie Vartan, però aquesta última va refusar. El cineasta va decidir doncs canviar de parella i va cridar a Jean-Paul Belmondo així com a Anna Karina, la seva primera dona, que va col·laborar per sisena vegada amb el seu marit.
Samuel Fuller, que fa el seu propi paper en una escena al començament de la pel·lícula, ha apreciat treballar amb Godard. En una taula rodona a Los Angeles el 1968, explica :
| « | Jean-Luc Godard ha tingut l'amabilitat de proposar-me interpretar el meu propi paper en una escena de còctel de Pierrot el boig . Era allà per preparar una pel·lícula que mai no he rodat. Se'm demanava el que feia a París. Ho explicava. L'estrella, Belmondo, em preguntava «què és el cinema ? ». Ho explicava. Era agradable treballar amb un realitzador com ell. Particularment viu. En allò que em concerneix, em sentia verdaderament còmode. | » |

### Rodatge
El rodatge comença el dilluns 24 de maig i s'acaba vuit setmanes més tard, el 17 de juliol de 1965, amb un total de quaranta-quatre dies.
La pel·lícula ha estat rodada a Hyères, Gonfaron, Toló, Giens, Porquerolles, París, Issy-les-Moulineaux, Tremblay-lès-Gonesse, Neuilly i a l'estudi de Saint-Maurice

## Premis i nominacions

### Nominacions
- 1965: Lleó d'Or a la Mostra de Venècia
- 1967: BAFTA al millor actor estranger per Jean-Paul Belmondo[5]